# Epirrhoe confusa
Epirrhoe confusa är en fjärilsart som beskrevs av Edward Alfred Cockayne 1953. Epirrhoe confusa ingår i släktet Epirrhoe och familjen mätare. Inga underarter finns listade i Catalogue of Life.